# Godzilla (film din 1998)
Godzilla este un film cu monștri științifico-fantastic de groază din 1998 regizat de Roland Emmerich, cu Matthew Broderick și Jean Reno în rolurile principale. Este o refacere a filmului clasic japonez din 1954 Godzilla.

## Poveste
După ce francezii au realizat teste cu bombe atomice în Pacificul de Sud, o ciudată creatură a părăsit adâncurile unde dormita și a tulburat liniștea mai multor zone. Chemat să investigheze gravitatea acestei situații, omul de știință Niko Tatopolous (Matthew Broderick) ajunge la concluzia că este vorba despre o uriașă reptilă iradiată, produs al exploziilor care au avut loc în adâncurile Pacificului. Din câte se pare, creatura de coșmar se îndreaptă către nord, fără a se lăsa intimidată de faptul că drumul ei trece printr-o metropolă. Toată populația New York-ului, poliția, dar și armata americană trebuie să-și unească forțele pentru a lupta cu monstrul ridicat din adâncurile preistoriei. Dar oare este suficient?

## Distribuție
- Matthew Broderick ca Dr. Niko "Nick" Tatopoulos
- Jean Reno ca Philippe Roaché
- Maria Pitillo ca Audrey Timmonds
- Hank Azaria ca Victor "Animal" Palotti
- Kevin Dunn - Colonel Hicks
- Michael Lerner ca Primar Ebert
- Lorry Goldman ca Gene, ajutorul primarului Ebert
- Harry Shearer ca Charles Caiman
- Arabella Field ca Lucy Palotti
- Vicki Lewis ca Dr. Elsie Chapman
- Doug Savant ca Sergent O'Neal
- Malcolm Danare ca Dr. Mendel Craven
- Frank Welker ca vocea creaturii
- Ralph Manza ca Pescarul Joe
- Glenn Morshower ca Kyle Terrington